# General Electric F404

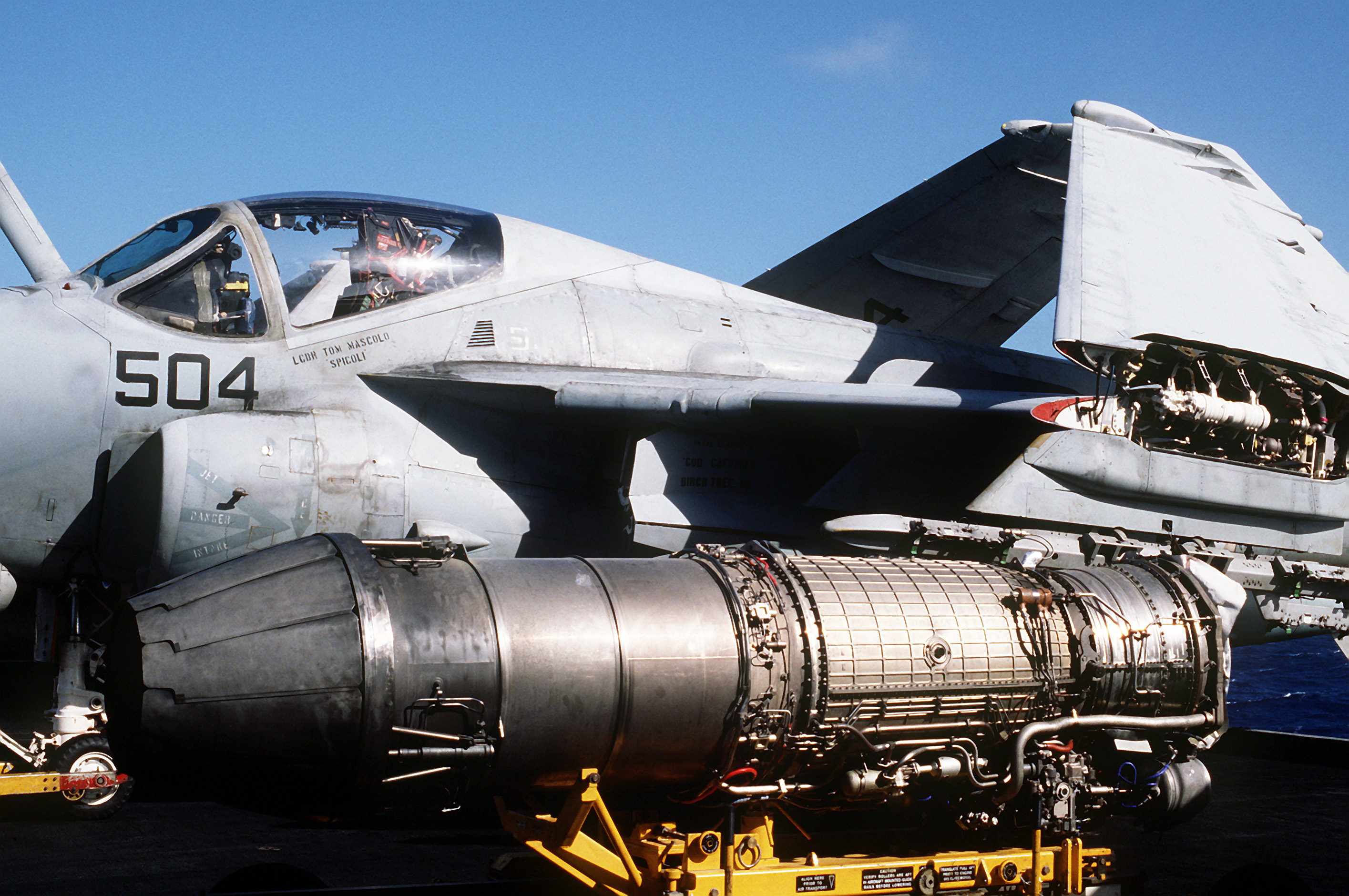
Двигатель F404 на борту авианосца Abraham Linkoln

General Electric F404 и F412 — семейство турбореактивных двухконтурных двигателей с форсажной камерой (ТРДДФ) производства компании GE Aviation. Начиная с 1978 года выпущено более 4000 двигателей, которые к 2010 году имели налёт более 12 млн. часов.
Первый двигатель семейства — F404-GE-400 — был разработан для самолета F/A-18 «Хорнет» на основе двигателя GE YJ101

## Краткое описание двигателя

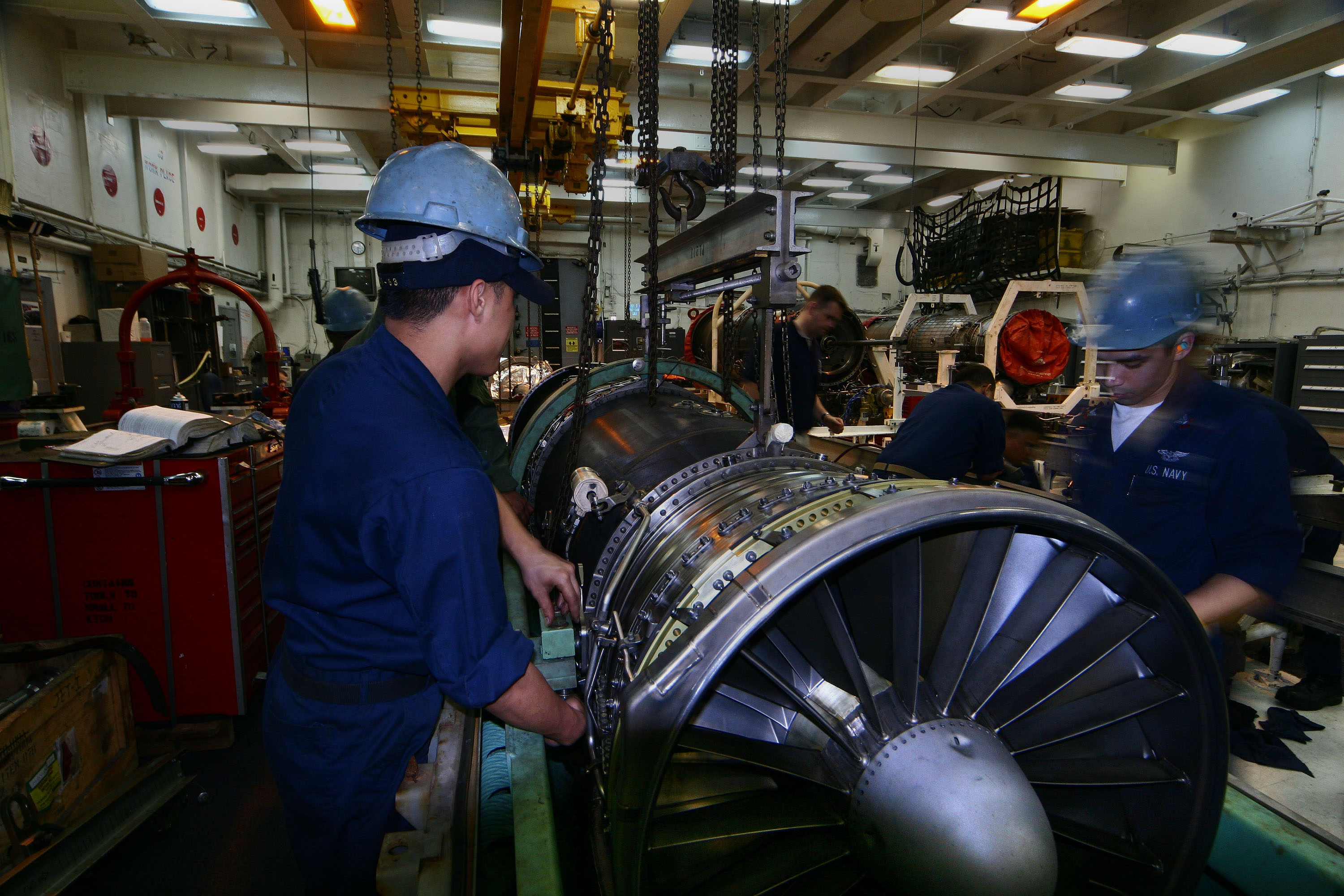
Ремонтная бригада на борту авианосца Kitty Hawk перед установкой двигателя F404 на истребитель F/A-18

F404-GE-400 представляет собой двухконтурный двухвальный турбореактивный (турбовентиляторный) двигатель модульной конструкции с трёхступенчатым компрессором низкого и семиступенчатым компрессором высокого давления. Двигатель оснащён одноступенчатыми турбинами низкого и высокого (с охлаждаемыми лопатками) давления и кольцевой камерой сгорания. Сопло — суживающееся-расширяющееся регулируемое. Система управления двигателем электрогидромеханическая. Для крепления роторов к валу использованы всего 5 роликовых опорных подшипников.
Двигатель модульный, время необходимое для замены запчастей составляет:
- Вентилятор 2,3 часа силами 3 человек
- КВД 12,6 часа силами 3 человек
- Камера сгорания 6,9 часа силами 2 человек
- ТВД 6 часов силами 3 человек
- ТНД 3 часа силами 2 человек
- Форсажная камера 1 час силами 3 человек[1]

## Двигатели семейства F404
- F404-GE-400. Двигатель F/A-18 «Хорнет» модификаций A, B, C, D. Тяга 4900 кгс (на форсаже 7200 кгс). Вес 1000 кг.
- F404-GE-402 (1992 год). Двигатель F/A-18 «Хорнет» модификаций C, D. Тяга 8100 кгс.[2]
- F404-GE-100D. Тяга 5000 кгс, длина 226 см, диаметр 89 см. Не форсированный вариант F404, разработанная для самолёта A-4S. Тяга 4994 кгс, удельный расход топлива 0,8, полная степень повышения давления 24, сухая масса 826 кг. Длина 2261 мм; диаметр 889 мм.
- F404-GE-F1D2 (1998 год). Устанавливается на ударный самолет (штурмовик-бомбардировщик) F-117. Макс. тяга 4850 кгс.
- F404-GE-102 (2005 год). Устанавливаются на корейские учебно-боевые Т-50. Вес 1000 кг.
- RM12. Выпускается фирмой Volvo Aero, устанавливаются на шведские истребители «Грипен». Макс. тяга 5100 кгс (на форсаже 8160 кгс), Длина 3,9 м, диаметр 89 см.
- На базе двигателя F404 был разработан двигатель F414-400, стоимость разработки которого составила 7.757 млрд долл. 1998 год, тяга 10000 кгс.

## Самолёты, оснащённые двигателем F404
F404:
- Boeing X-45C UCAV
- Dassault Rafale (ранние)
- HAL Tejas (на стадии разработки)
- IAI Kfir-C2 Nammer
- Grumman X-29
- Lockheed F-117 Nighthawk
- KAI T-50 Golden Eagle
- McDonnell Douglas F/A-18 Hornet
- McDonnell Douglas TA-4SU Super Skyhawk (вариант вооружённых сил Сингапура)
- Northrop F-20 Tigershark
- Rockwell/Messerschmitt-Bölkow-Blohm X-31
- FMA SAIA 90 (планировалось)
- KAAN

F414:
- Boeing F/A-18E/F Super Hornet

F414M:
- EADS Mako/HEAT

Volvo RM12:
- Saab JAS-39 Gripen

## Характеристики (для F404-GE-402)
- Длина — 3,912 м
- Диаметр — 0,889 м
- Сухая масса — 1036 кг
- Расход воздуха — 64,4 кг/с
- Тяга — до 78,7 кН
- Степень повышения давления — 26:1
- Степень двухконтурности — 0,34
- Соотношение тяга: масса — 7,8:1 (76,0 Н/кг)
- Ресурс горячей секции двигателя: — 2000 час.

### Материалы горячей секции
- Диски турбины — из жаропрочного порошкового сплава Rene 95
- Рабочие лопатки — монокристаллические, охлаждаемые

## Сопоставимые по характеристикам двигатели
- Климов РД-33
- Snecma M88
- GTRE GTX-35VS Kaveri
- Turbo-Union RB199

## Фотогалерея

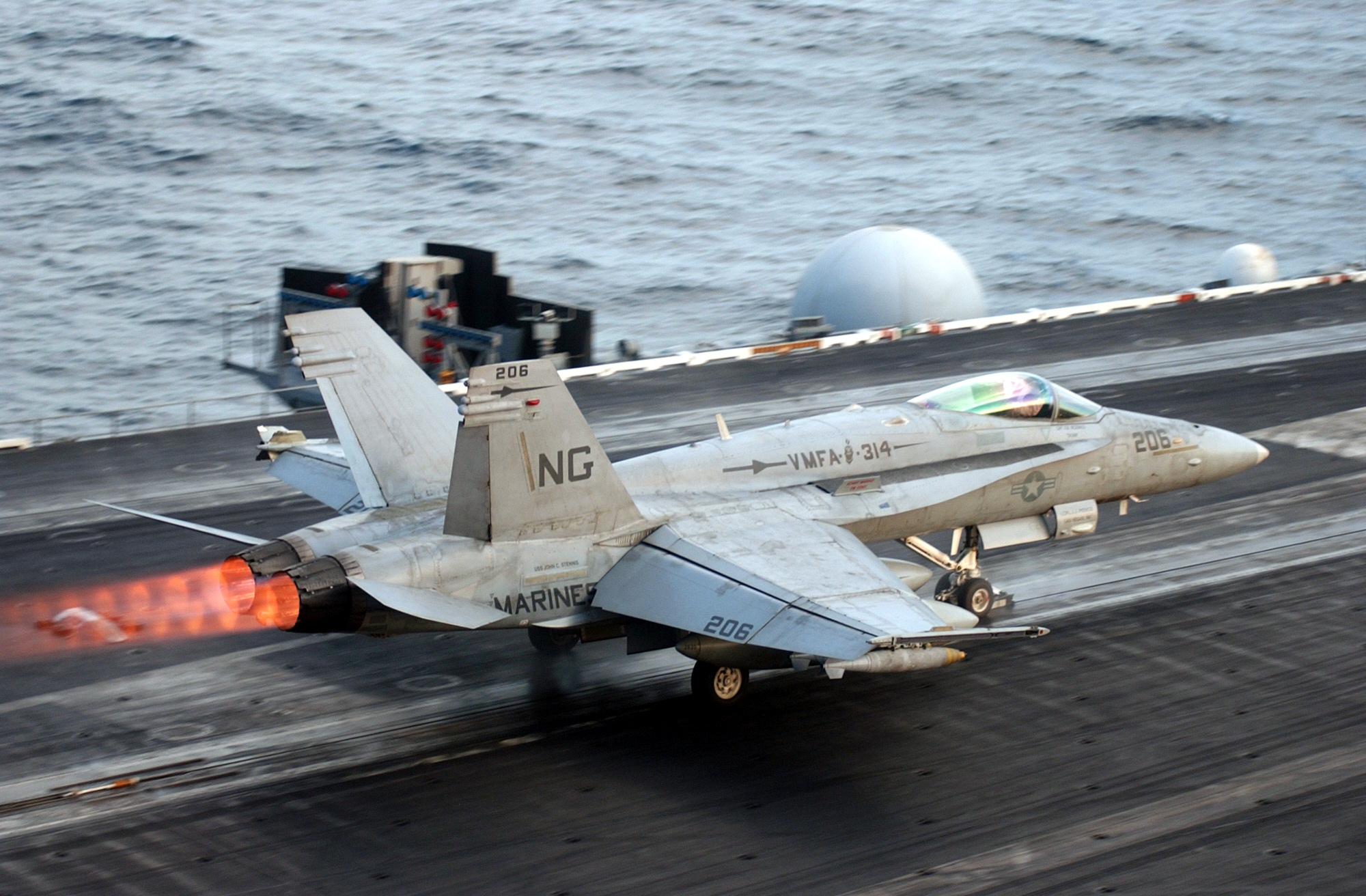
F/A-18 Hornet
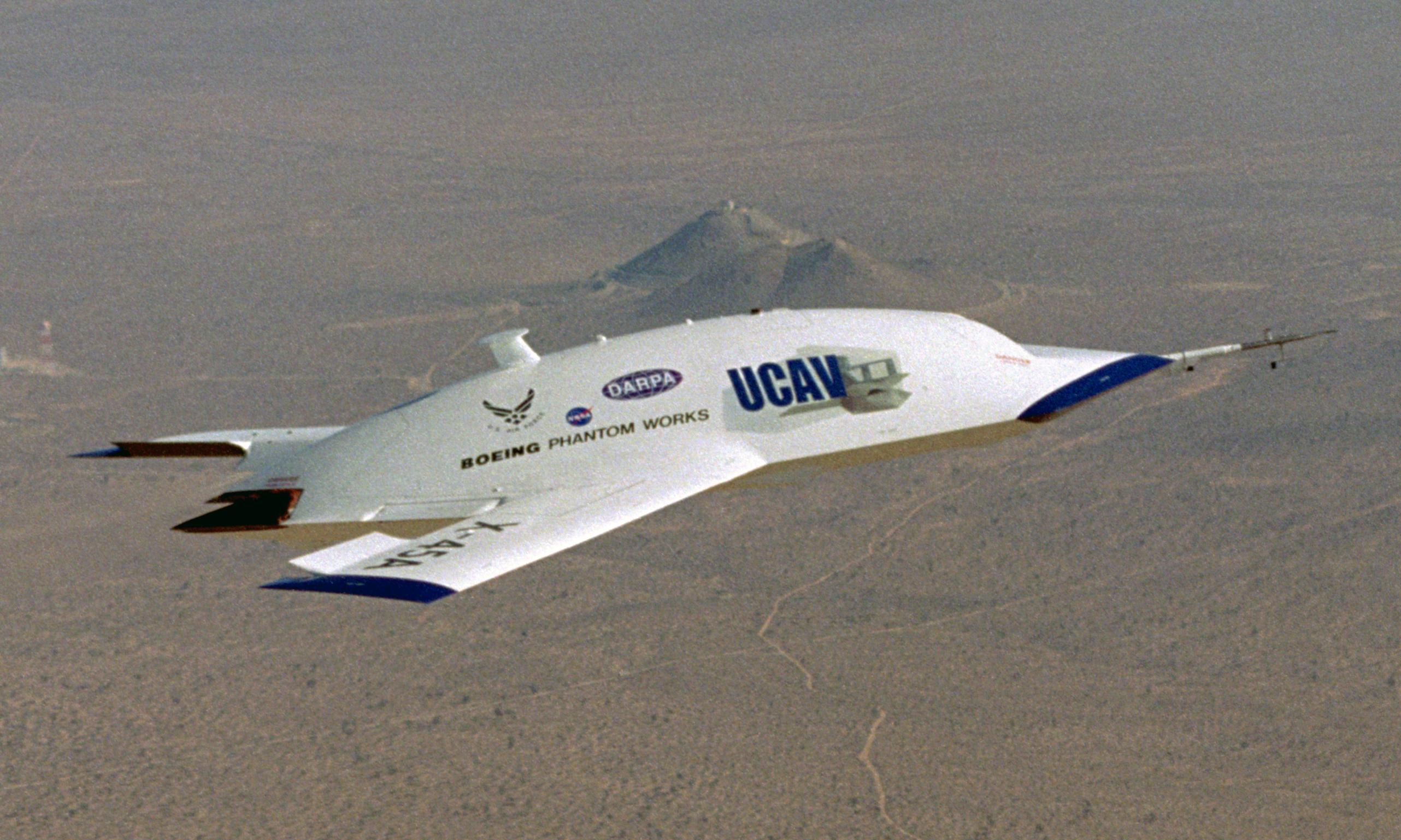
Boeing X-45A
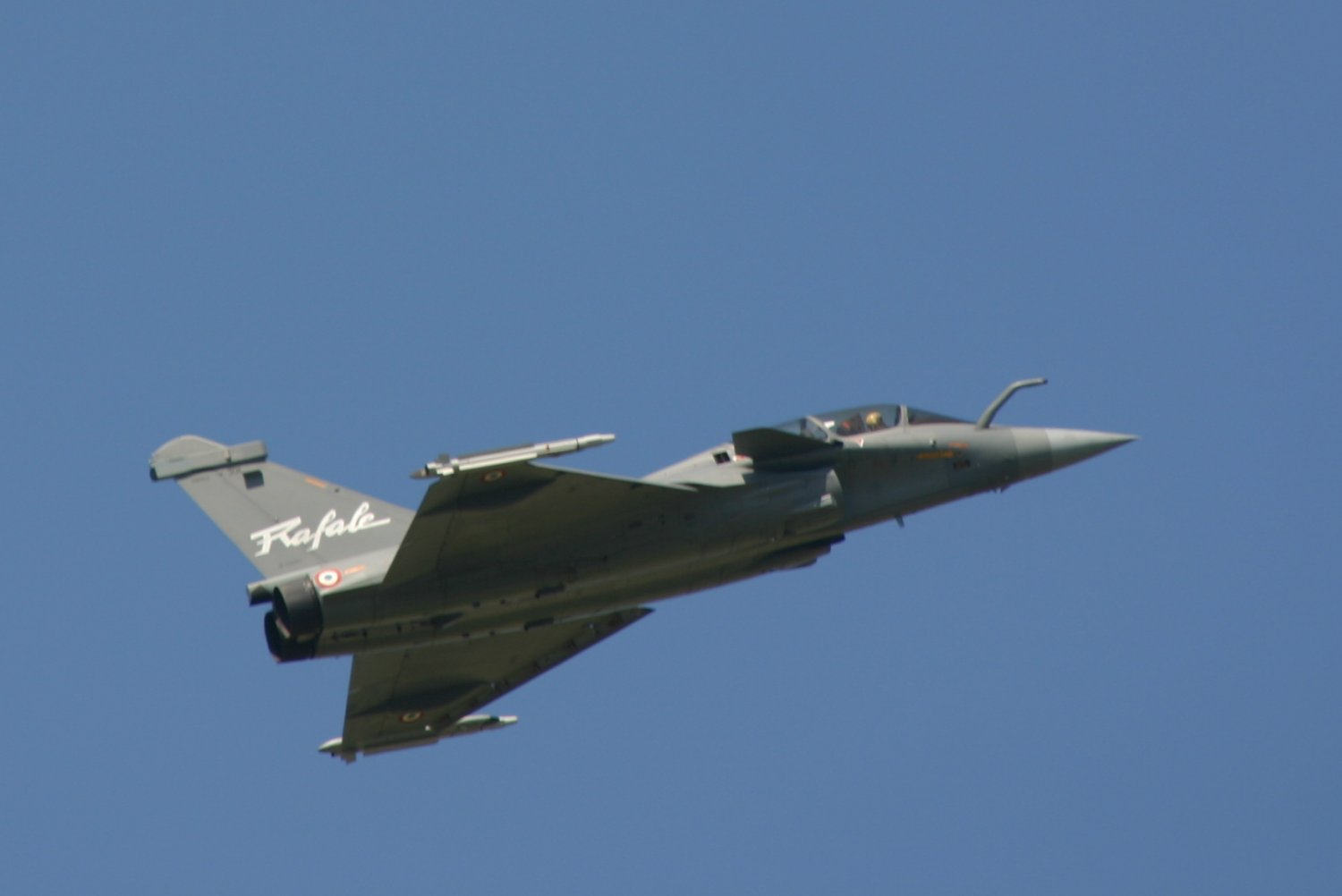
Dassault Rafale
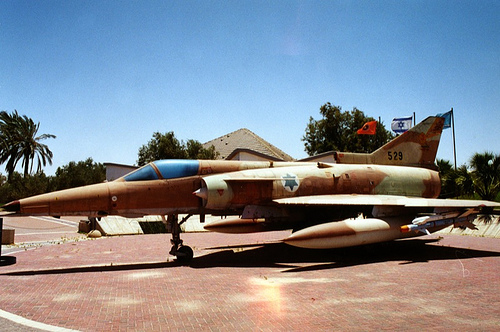
IAI Kfir
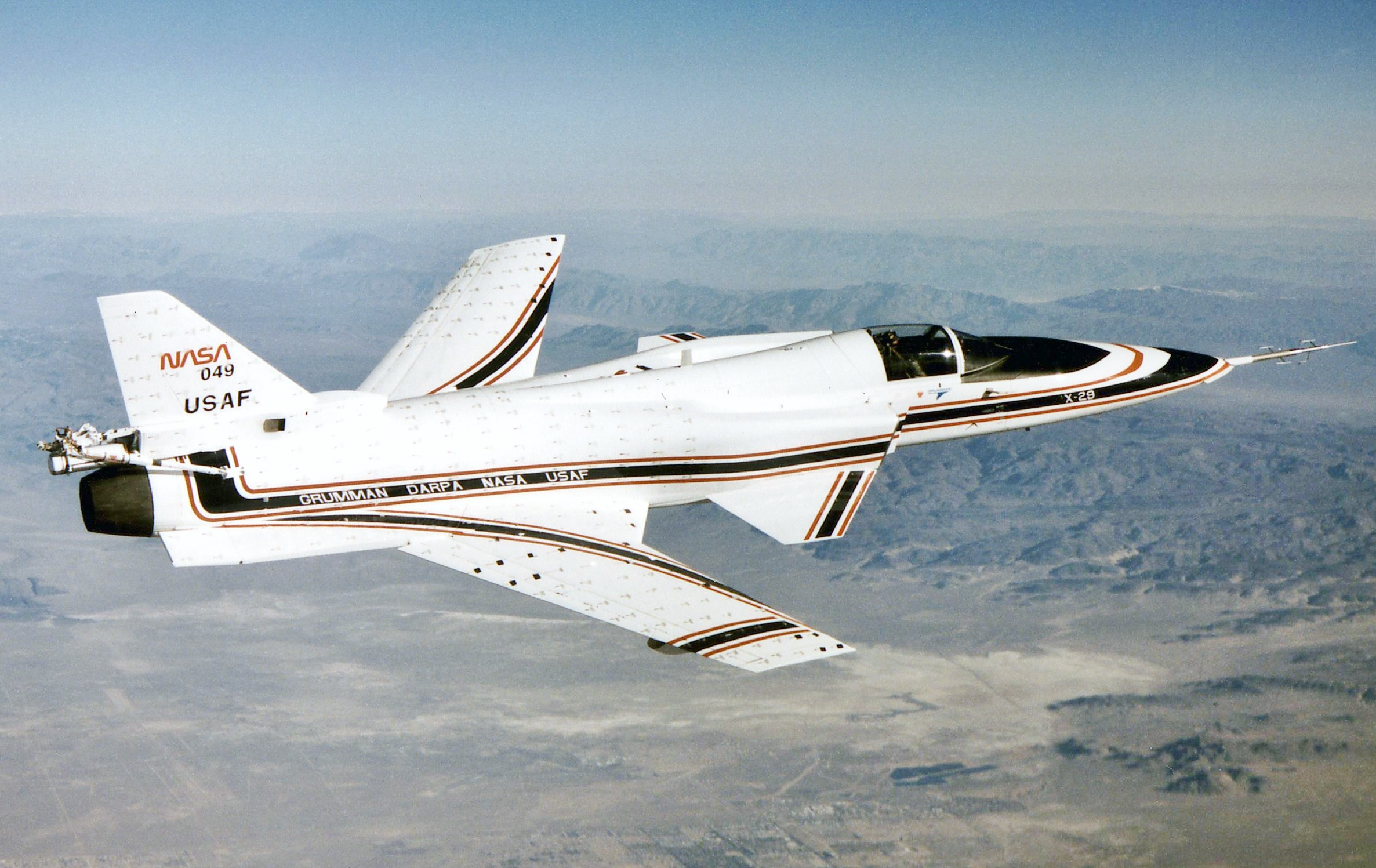
Grumman-X29
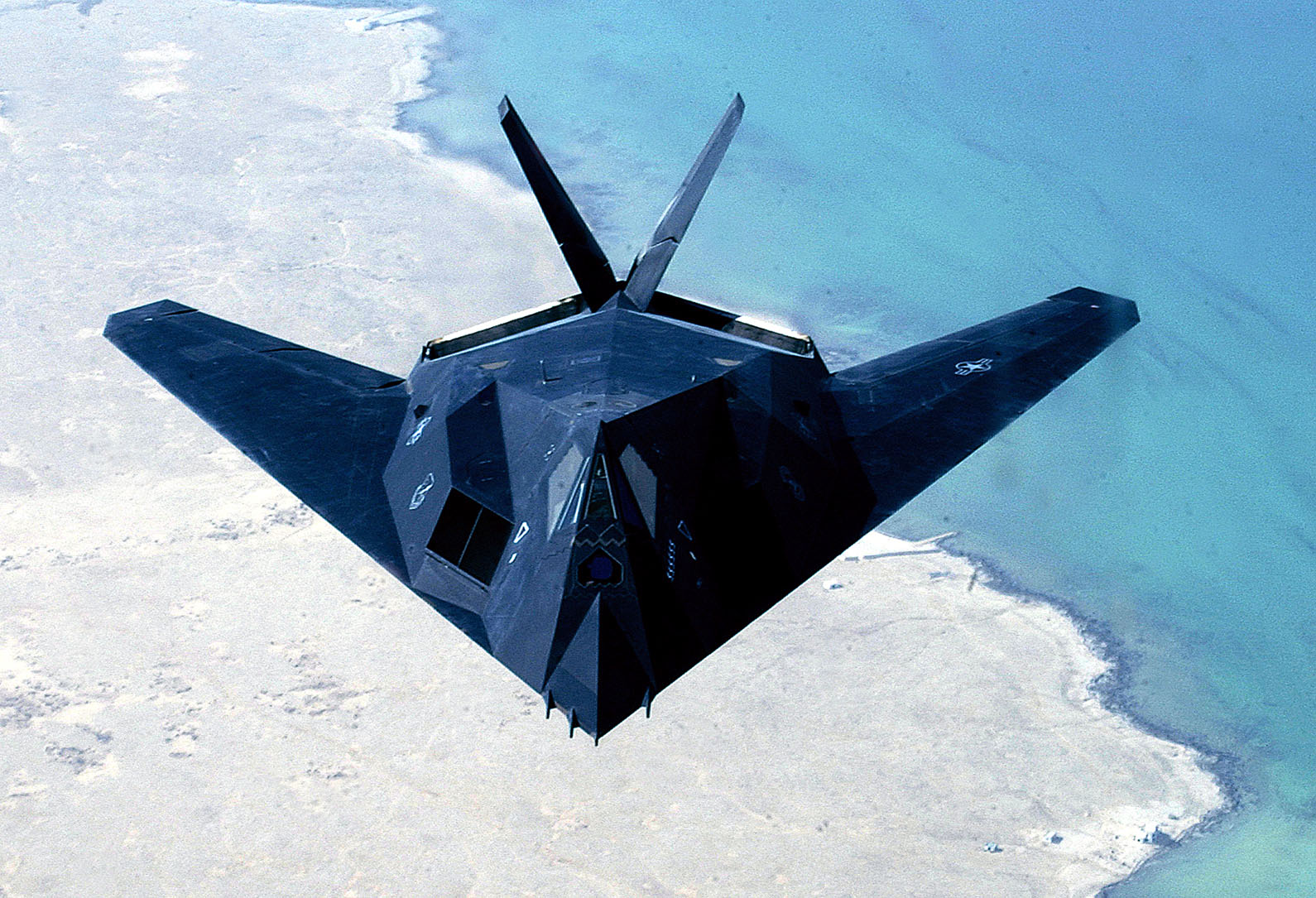
F-117 Nighthawk
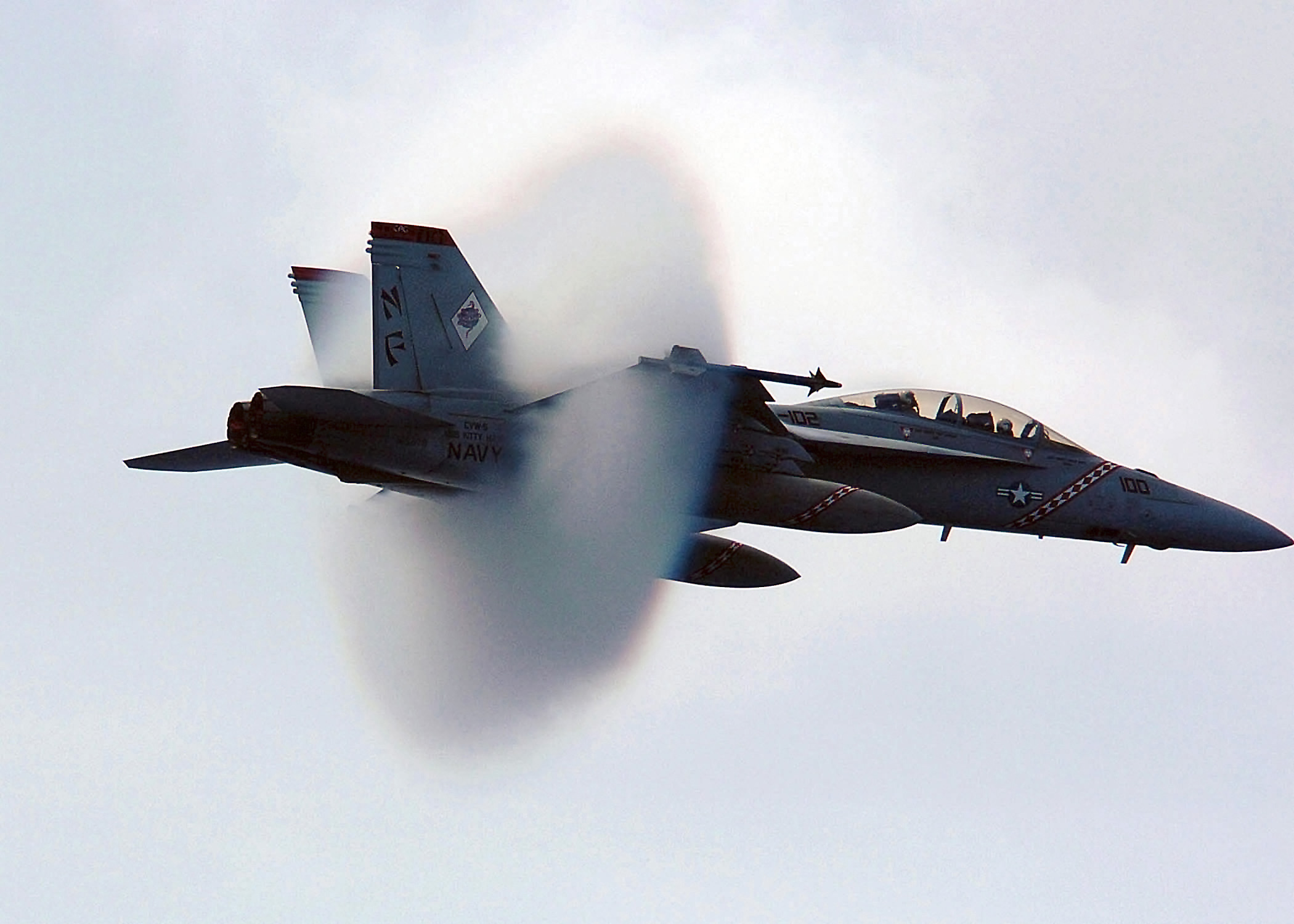
F/A-18E/F Super Hornet
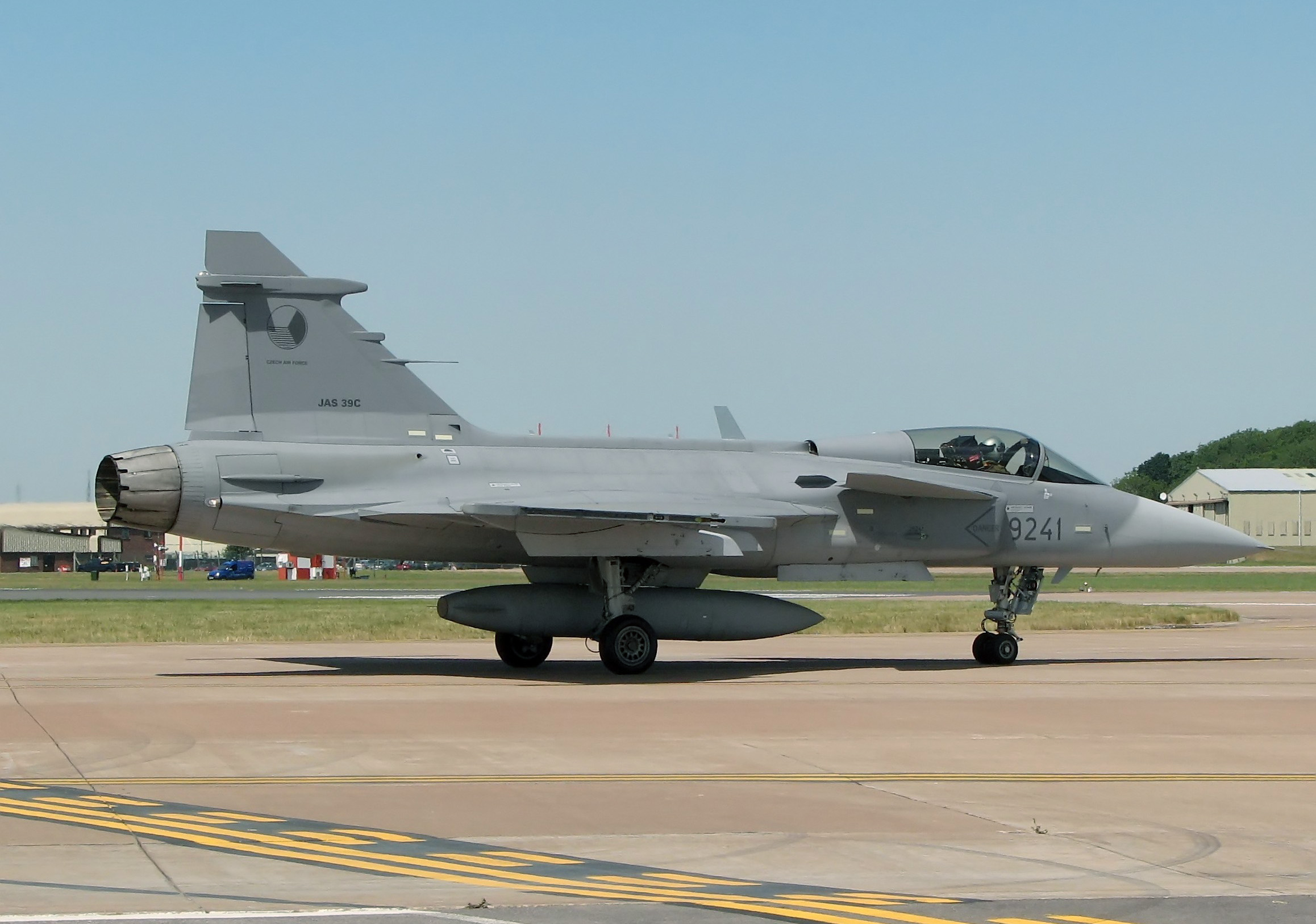
Saab JAS-39 Gripen